# Kalmasaaret (ö i Egentliga Tavastland)
Kalmasaaret är en ö i Finland. Den ligger i sjön Kuohijärvi och i kommunen Tavastehus i den ekonomiska regionen  Tavastehus ekonomiska region  och landskapet Egentliga Tavastland, i den södra delen av landet, 120 km norr om huvudstaden Helsingfors. Öns största längd är 100 meter i sydväst-nordöstlig riktning. Notera att namnet antyder att det är fråga om flera öar.

## Klimat
Trakten ingår i den boreala klimatzonen. Årsmedeltemperaturen i trakten är 1 °C. Den varmaste månaden är juli, då medeltemperaturen är 16 °C, och den kallaste är januari, med −12 °C.